# Santa Cecília (título cardinalício)
Santa Cecília (em latim, Sancta Caeciliae) é um título cardinalício instituído em torno do século IV, provavelmente após o martírio da jovem santa. Não se sabe qual papa teria criado o título, sendo sua primeira referência o sínodo romano de 1 de março de 499.
Sua igreja titular é Santa Cecilia in Trastevere.

## Titulares protetores
- Giacomo Aventino (?) (319?-?)
- Romano Dinamio (?) (335?-?)
- Ammonio Seleusio (?) (377?-?)
- Valentino Salaminio (?) (414?-?)
- Frodiano Narciso (ou Herodiano) (436?-?)
- Tusco Domno (463?-?)
- Martiniano (ou Marciano?) (494-?)
- Marciano (?) (499- 514)
- Sabino Ponzio (514-?)
- Bonifácio (circa 530)
- Gotus Bonifacio (590?-?)
- Vítor (590- 604)
- Rufo Adeodato (604-?)
- João (714- 731?)
- Sisinnio (731-761)
- Maginensio Ascanio (?) (741-768?)
- Estêvão (761-768)
- Justo (827-853)
- Leão (853-867)
- Leão (867-872)
- João (872-?)
- Estêvão (964-967)
- Gianvier (ou Giovanni, ou Gennaro) (965-1012)
- Estêvão (1012-1033)
- Estêvão (1033-1043)
- João (1044- antes de 1058)
- Dauferio de Fausi, O.S.B. (1059-1086) Eleito Papa Vítor III
- Giovanni (?) (1099-?)
- Pietro (circa 1099- circa 1107)
- Giovanni (circa 1107- circa 1120)
- Giovanni Roberto Capizzuchi (1125-1127)
- Joselmo (ou Goselino, ou Joselino, ou Anselmo) (1128- circa 1138)
- Goizzone (ou Goizo) (1138- circa 1146)
- Ottaviano de Monticelli (1151-1159)
- Manfred (ou Mainfroy), O.S.B. (1173-1176)
- Tiberio Savelli (1176-1178)
- Pietro da Licate (1178)
- Cinzio Papareschi (ou dos Guidoni Papareschi) (1178-1182)
- Pietro Diana (ou Giana, ou Piacentino, ou da Piacenza) (1188-1208)
- Paio Galvão, O.S.B. (1210-1213)
- Simon de Sully (ou Simeon ou de Solliaco) (1231-1232)
- Simon de Brion (ou Simeon, ou de Brie, ou de Mainpincien) (1261-1281)
- Jean Cholet (1281-1293)
- Tommaso d'Ocre, O.S.B. Coel. (1294-1300)
- Guillaume Pierre Godin, O.P. (1312-1317; in commendam (1317-1336)
- Guy de Boulogne (ou de Montfort) (1342-1350 opta pela Sé suburbicária de Porto-Santa Rufina)
- Bertrand Lagier, O.Min. (1375-1378)
- Bonaventura Badoer da Peraga (ou Baduario da Peraga), O.E.S.A. (1378-1389)
- Adam Easton, O.S.B. (1389-1397)
- Guillaume de Vergy (1391-1407), pseudocardeal do Antipapa Clemente VII
- Antonio Caetani (1402-1405)
- Antoine de Challant (1412-1418)
- Pedro Fernández de Frías (1419-1420), pseudocardeal do Antipapa Clemente VII
- Louis Aleman (ou Allemand, ou Alamanus, ou Alemanus, ou Almannus, ou Alamandus) (1426-1440); removido (1440-1449); restaurado (1449-1450)
- Rinaldo Piscicello (1457) (ou 1457-1460)
- Niccolò Fortiguerra (ou Forteguerri) (1460-1473)
- Giovanni Battista Cybo (1474-1484) Eleito Papa Inocêncio VIII
- Giovanni Giacomo Schiaffinati (1484-1497)
- Lorenzo Cybo de Mari (1497-1500) (in commendam)
- Francisco de Borja (1500-1506)
- Francesco Alidosi (1506-1511)
- Carlo Domenico del Carretto (1513-1514)
- Thomas Wolsey (1515-1530)
- Gabriel de Gramont (1531-1534)
- Francesco Corner (1534)
- Jean du Bellay (1535-1547)
- Carlos de Lorena-Guise (1547-1555)
- Robert de Lénoncourt (1555-1560)
- Alfonso Gesualdo di Conza (ou Gonza) (1561-1572)
- Vacante (1572-1585)
- Niccolò Sfondrati (1585-1590) Eleito Papa Gregório XIV
- Paolo Emilio Sfondrati (1591-1611); in commendam (1611-1618)
- Giovanni Battista Leni (1618-1627)
- Federico Baldissera Bartolomeo Cornaro (1627-1629)
- Giandomenico Spinola (1629-1646)
- Michele Mazzarino, O.P. (1647-1648)
- Gaspare Mattei (1648-1650)
- Francesco Angelo Rapaccioli (1650-1657)
- Ottavio Acquaviva d'Aragona (1658-1674)
- Philip Howard, O.P. (1676-1679)
- Giambattista Spinola (1681-1696)
- Celestino Sfondrati, O.S.B. (1696)
- Gioacomo Antonio Morigia, B. (1699-1708)
- Francesco Acquaviva d'Aragona (1709-1724)
- Filippo Antonio Gualterio (1725-1726)
- Cornélio Bentivoglio (1727-1732)
- Troiano Acquaviva d'Aragona (1733-1747)
- Joaquín Fernández de Portocarrero (1747-1753); in commendam (1753-1757)
- Giorgio Doria (1757-1759)
- Cosimo Imperiali (1759-1764)
- Giuseppe Maria Feroni (1764-1767)
- Ferdinando Maria de Rossi (1767-1775)
- Girolamo Spinola (1775); in commendam (1775-1784)
- Hyacinthe Sigismond Gerdil, B. (1784-1802)
- Giuseppe Maria Doria Pamphilj (1802-1803); in commendam (1803-1818)
- Giorgio Doria Pamfilj Landi (1818-1837)
- Giacomo Luigi Brignole (1838-1847); in commendam (1847-1853)
- Giovanni Brunelli (1853-1861)
- Karl-August von Reisach (1861-1868)
- Innocenzo Ferrieri (1868-1887)
- Mariano Rampolla (1887-1913)
- Domenico Serafini, O.S.B. (1914-1918)
- Augusto Silj (1919-1926)
- Bonaventura Cerretti (1926-1933)
- Francesco Marmaggi (1936-1949)
- Gaetano Cicognani (1953-1959)
- Albert Gregory Meyer (1959-1965)
- John Patrick Cody (1967-1982)
- Carlo Maria Martini, S.J. (1983-2012)
- Gualtiero Bassetti (desde 2014)